# Lotta Folcker
Lotta Maria Folcker, född 25 mars 1976 i Sankt Johannes församling i Norrköping, är en svensk journalist och tidningschef. Sedan april 2024 är Folcker chefredaktör och vd på Aftonbladet.

## Biografi
Lotta Folcker inledde sin journalistkarriär på Folkbladet/Östgöten 1994–1998. Hon var därefter reporter på Östgöta Correspondenten innan hon 2001 började jobba i Stockholm. Efter ett år på Svenska Dagbladet och två år på Dagens Nyheter gick hon över till TV4 där hon var producent på Nyhetsmorgon 2004–2010 och chef för samma program 2012–2013.
Aftonbladet kom hon till 2014 och hon har under åren haft en rad olika tjänster på tidningen. Hon har varit tv-producent, affärsområdeschef för Aftonbladet TV och redaktionschef (2018–2021).
Åren 2021–2024 lämnade Folcker Aftonbladet tillfälligt för att vara sportchef på Viaplay.
I mars 2024 meddelades att Lotta Folcker skulle efterträda Lena K Samuelsson som Aftonbladets chefredaktör och vd, en tjänst hon tillträdde den 22 april 2024.